# Edward Garnett
Edward William Garnett (5 janvier 1868 - 19 février 1937) est un écrivain, critique et éditeur littéraire britannique. 
Il a joué un rôle déterminant dans la publication du livre de D. H. Lawrence Amants et Fils.

## Jeunesse et famille
Edward Garnett est né à Londres. Son père, Richard Garnett (1835-1906), est écrivain et bibliothécaire au British Museum. Le 31 août 1889, Edward épouse Constance Black, connue pour ses traductions de la littérature russe ; l'écrivain David Garnett (1892–1981) est leur fils.

## Carrière
Garnett ne suit que quelques années d'études formelles à la City of London School, qu'il quitte à l'âge de 16 ans, mais il s'éduque davantage en lisant beaucoup. Il acquiert alors une grande réputation pour un mélange de bon sens et de sensibilité par rapport à la littérature contemporaine. Son influence à travers ses encouragements aux grands auteurs dépasse de loin celle de ses propres écrits. Ses contacts et correspondants littéraires sont répandus très loin, de Pierre Kropotkine à Edward Thomas.[réf. nécessaire]
Il travaille comme éditeur et lecteur pour les maisons d'édition londoniennes de T. Fisher Unwin, Gerald Duckworth and Company, puis Jonathan Cape. Il réunit en 1898 Joseph Conrad, un auteur d'Unwin dont il est le mentor autant qu'un ami, et Ford Madox Ford et collaborent dans les premières années du XXe siècle. Garnett se lie d'amitié avec D.H. Lawrence et l'influence pendant un certain temps dans le sens de la fiction réaliste. En préparant Sons and Lovers pour publication par Duckworth, Garnett parcourt le manuscrit, censurant certains passages et en coupant d'autres jusqu'à ce que le roman soit dix pour cent plus court; il n'a pas négocié ces changements avec Lawrence, mais envoie le manuscrit directement aux imprimeurs. Les changements comprennent le remplacement de « hanches » par « corps » et « cuisses » par « membres ». " Il supprime le mot "naturel" de "Il pouvait sentir son léger parfum naturel"′″. Lawrence accepte les changements en disant ″ Il faut que ça se vende, je dois vivre.″.
Sa pièce The Breaking Point n'a pas obtenu de licence pour une représentation dramatique à Londres sous le système de censure de l'époque. Sa publication est autorisée et, en 1907, Garnett publie la pièce, qui traite d'une mère célibataire, accompagnée d'une lettre ouverte au censeur. La lettre est en fait écrite par le critique William Archer. C'est une bataille dans une campagne menée à l'époque, sous la direction de Bernard Shaw, pour libérer la scène.
Garnett vit à The Cearne, Crockham Hill, près d'Edenbridge dans le Kent. Son adresse à Londres est 19, Pond Place, Chelsea.

## Ouvrages
- An Imaged World (1894)
- The Art of Winnifred Matthews (1902)
- The Breaking Point, a Censured Play. With Preface and a Letter to the Censor (1907)
- Hogart (1911)
- Tolstoy: His Life and Writings (1914)
- The great war in 1916, a neutral's indictment (1917) avec Louis Raemaekers, H. Perry Robinson et M. B. Huish
- Turgenev: a study  (1917)
- Papa's War and Other Satires (1918)
- Friday Nights: Literary Criticisms and Appreciations (1922; nouvelle éd. 1929)
- Letters from WH Hudson, 1901–1922 (1923), éditeur
- Letters from Joseph Conrad 1895–1924 (1928), éditeur
- The trial of Jeanne d' Arc and other plays (1931), éditeur
- Letters from John Galsworthy 1900–1932 (1934), éditeur
- Edward Thomas: A selection of letters to Edward Garnett (réimpression de 1981)